# Edward Edwards (bibliothécaire)
Pour les articles homonymes, voir Edward Edwards et Edwards.
Edward Edwards, né le 14 décembre 1812 et mort le 10 février 1886, est un bibliothécaire britannique, pionnier du développement de la lecture publique dans son pays.

## Biographie
Issu des classes populaires (son père était maçon à Londres), il révèle dès sa jeunesse un goût prononcé pour le livre et la lecture qui le poussent à fréquenter assidument la bibliothèque du British Museum. En autodidacte, il acquiert une culture intellectuelle et une réputation qui lui permettent de participer à l'amélioration du fonctionnement de cette bibliothèque, et d'y devenir assistant en 1839.
En 1848, il est l'auteur d'une étude statistique sur les bibliothèques d'Europe et d'Amérique du Nord. Remarqué par le député Willam Ewart, grand promoteur de l'enseignement par le livre et des bibliothèques, il intègre en 1849 la Commission parlementaire chargée de réfléchir au développement de ces dernières, et qui aboutit en 1850 au vote de la Loi sur les bibliothèques publiques (Public Libraries Act).
En 1850 il devient le premier bibliothécaire de la toute nouvelle bibliothèque publique de Manchester, ouverte grâce aux dispositions de la loi qui vient d'être votée.
Auteur prolifique, on lui doit une série de publications historiques, artistiques, et d'études sur les bibliothèques.
Un monument à sa mémoire est érigé en 1902 à Niton, sur l'île de Wight, où il est mort et enterré.

## Principales publications
- Metropolitan University. Remarks on the Ministerial plan of a central University examining board, 1836.
- A Brief descriptive catalogue of the medals struck in France and its dependencies between the years 1789 and 1830, contained in the cabinet of the British Museum, with the deficencies noted, by the editor of the "Napoleon medals", Londres, 1837.
- The Great Seals of England. From the time of Edward the Confessor to the reign of ... William the Fourth, etc., 1837.
- The Napoleon medals: a complete series of the medals struck in France, Italy, Great Britain, and Germany, from the commencement of the empire in 1804, to the restoration in 1815, engraved by the process of A. Collas; with historical and biographical notices. [Part 1. 1804-18 Aug. 1810.], 1837.
- The Fine arts in England, their state and prospects considered relatively to national education, Londres, 1840.
- The administrative economy of the fine arts in England, 1840.
- A Statistical View of the principal Public Libraries in Europe and America, Londres, 1848.
- Historians of the first French Revolution, 1849.
- Manchester Worthies, and their Foundations: or, six chapters of local history. With an epilogue, by way of moral, Manchester, 1855.
- A comparative table of the principal schemes which have been proposed for the classification of libraries, Manchester, 1855.
- Notes on the castellated structures of Shropshire, 1858.
- Memoirs of Libraries: including a Handbook of Library Economy, London, 1859
- Libraries and founders of libraries, Londres, 1864.
- Chapters of the biographical history of the French Academy, Londres, 1864.
- The Life of Sir Walter Ralegh, 1868.
- Free town libraries, their formation, management and history, in Britain, France, Germany and America, together with brief notices of book-collectors and of the respective places of deposit of their surviving collections, Londres, 1869.
- Lives of the founders of the British Museum, with notices of its chief augmentors and other benefactors, 1570-1870, Londres, 1870.
- Memoirs of Libraries of Museums and of archives, Newport, 1885.